# Hertgunde Kammlander
Hertgunde Kammlander (auch Gundi Kammlander, * 10. Dezember 1943 in Graz, Steiermark; † 21. Januar 2002 in Bruck an der Mur, Steiermark) war eine österreichische Politikerin (VGÖ).

## Leben
Hertgunde Kammlander wurde am 10. Dezember 1943 als Tochter des Gendarmeriebeamten Johann und seiner Frau Josefine Haidl in Graz geboren. Sie machte ihre Grundschulausbildung an der Volksschule in Maria Lankowitz und den Hauptschulen in Köflach und in Sankt Marein im Mürztal. Nach dem Besuch der Lehranstalt für Hauswirtschaftliche Frauenberufe in Bad Ischl war sie von 1958 bis 1960 auf der Bürofachschule Krebs in Graz, wo sie die staatliche Prüfung für Stenotypie ablegte. Danach begann sie als Lehrling in einem Vermessungsbüro in Graz. Von 1967 bis 1975 führte sie eine Handelsagentur und arbeitete danach als Vermessungstechnikerin. Sie war verheiratet und hatte zwei Kinder.
Am 18. Oktober 1986 wurde sie als Abgeordnete des Steirischen Landtags angelobt. Sie war die erste weibliche Landtagsabgeordnete der Grünen in Österreich und machte sich vor allem als Obfrau des Kontrollausschusses einen Namen. In der Zeit von 1987 bis 1995 war sie mit Unterbrechungen Gemeinderätin in Bruck an der Mur.
Nach ihrem Ausscheiden aus dem Landtag im Oktober 1991 arbeitete sie beim Steirischen Verkehrsverbund. Durch eine schwere Krankheit schied sie vorzeitig aus dem Berufsleben aus, am 21. Januar 2002 erlag sie ihrer Krankheit.